# Étienne Marie Chompré
Pour les articles homonymes, voir Chompré.
Étienne Marie Chompré (1701-1784) est un écrivain français.
Il a donné un Recueil de Fables et des Réflexions sur les attributs de la Fable.
Son frère est Pierre Chompré. Son neveu, Nicolas Maurice Chompré.

## Pour approfondir